# Sport à Monaco
Le sport à Monaco occupe une place importante proportionnellement à la taille de la principauté de Monaco.

## Disciplines

### Sport mécanique

#### Formule 1
Depuis 1929, le Grand Prix de Monaco a été organisé chaque année dans les rues de Monaco. Il est largement considéré comme l'une des plus prestigieuses courses d'automobiles dans le monde. L'installation du Circuit de Monaco prend six semaines, et la désinstallation après la course prend encore trois semaines. Le circuit est incroyablement étroit et serré. Son tunnel, des virages serrés et de nombreux changements d'élévation en font peut-être la piste la plus exigeante. Le pilote Nelson Piquet a comparé la conduite du circuit à « une bicyclette autour de votre salon ».
Malgré le caractère difficile du parcours, il y a seulement eu un décès, Lorenzo Bandini, qui est mort trois jours plus tard des suites de ses blessures en 1967. Deux autres pilotes ont évité un accident mortel, le plus célèbre étant Alberto Ascari au Grand Prix de Monaco 1955 et Paul Hawkins, pendant la course de 1965.

#### Rallye de Monte-Carlo
Depuis 1911 le Rallye Monte-Carlo est tenue dans la principauté, à l'origine à la demande du prince Albert Ier. Comme le Grand Prix, le rallye est organisé par l'Automobile Club de Monaco. Il a longtemps été considéré comme l'un des événements les plus difficiles et les plus prestigieux de l'année.

### Football

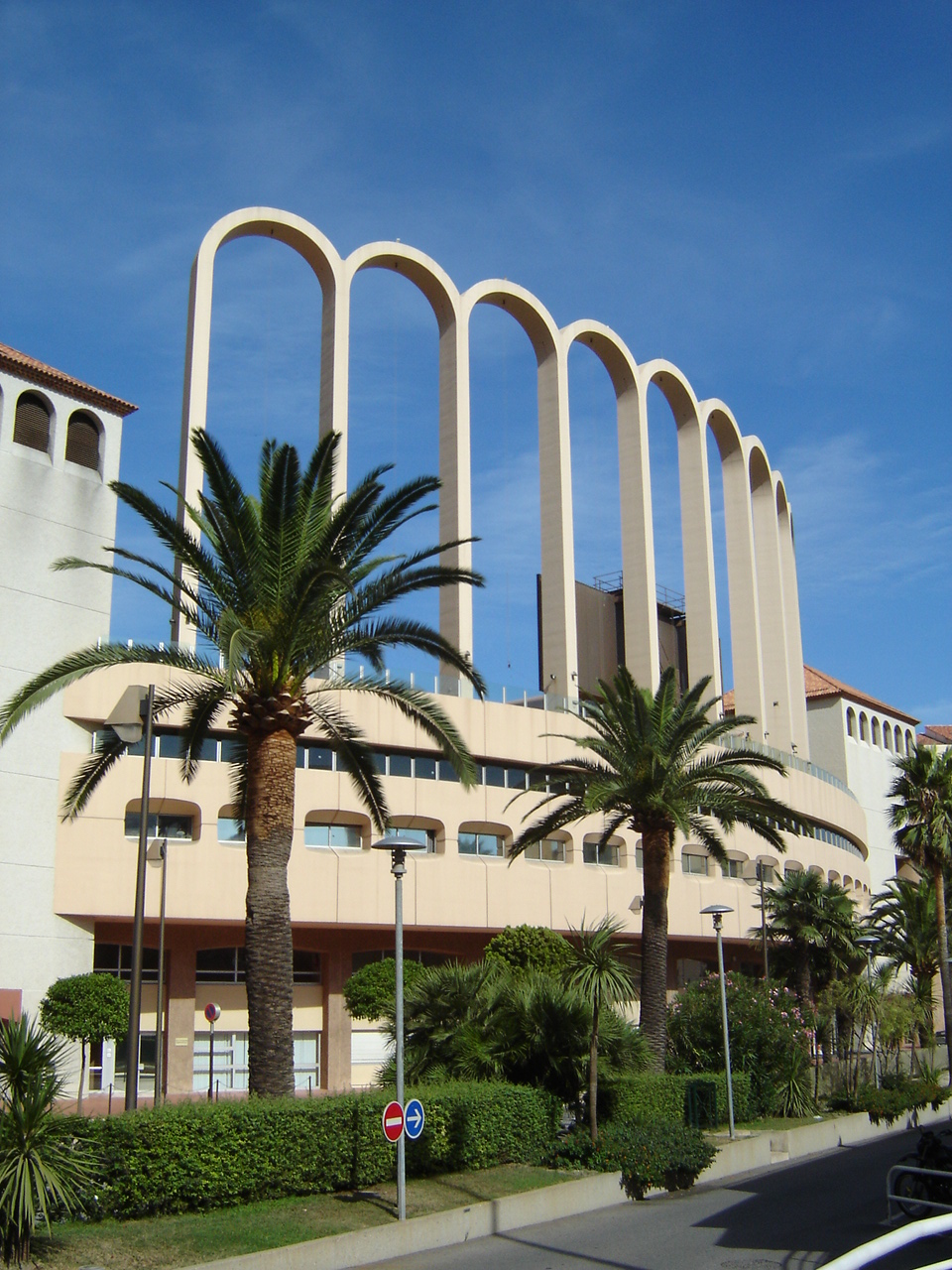
Stade Louis II (initialement construit en 1939, reconstruit en 1985), siège de l'AS Monaco.

Monaco accueille deux équipes majeures de football dans la principauté : le club de football des hommes AS Monaco FC et le club de football des femmes OS Monaco. 
L'AS Monaco joue au Stade Louis II et participe à la Ligue 1 (la première division du football français). Le club est historiquement l'un des clubs les plus titrés en France, après avoir remporté la Ligue 1 huis fois (plus récemment en 2017). Le club a atteint la finale de ligue des champions en 2004, avec une équipe qui comprenait Dado Pršo, Fernando Morientes, Jérôme Rothen, Andréas Zíkos et Ludovic Giuly, mais a perdu 3-0 contre le FC Porto.
De nombreuses stars internationales ont joué pour le club, comme les champions du monde Français Thierry Henry, Fabien Barthez et David Trezeguet. 
L'OS Monaco, participe à la ligue de football féminin. Le club joue actuellement dans la ligue régionale locale. Il a joué une fois à la Division 1 Féminine, dans la saison 1994-95, mais a rapidement été relégué.
L'équipe nationale représente le pays et est géré par la fédération monégasque de football, l'instance dirigeante du football à Monaco. Cependant, Monaco est l'un des deux seuls États souverains en Europe (avec la Cité du Vatican) qui ne sont pas membres de l'UEFA et ainsi ne prend pas part aux compétitions internationales. L'équipe joue ses matches à domicile au Stade Louis II.
La Supercoupe de l'UEFA s'est tenue à Monaco de 1998 à 2012. Le tirage au sort de la Ligue des Champions et de la Ligue Europa se tiennent également traditionnellement à Monaco.

### Basket-ball
Depuis 2015, l'AS Monaco évolue en Betclic Elite (1re division du championnat de France). Le club monégasque surnommé la Roca Team a remporté trois fois la Leaders Cup en 2016, 2017 et 2018 et l'EuroCoupe en 2021.

### Autres sports
L'Association sportive de Monaco est un club omnisports participant au compétitions françaises. Le Skating Club of Monaco est le club rassemblant les sports liés à la glace : Patinage Artistique, Hockey sur glace et Curling.
Le Master de Monte-Carlo est organisé chaque année dans la région voisine de Roquebrune-Cap-Martin (France). Il s'agit d'un tournoi  de tennis professionnel pour les hommes dans le cadre du Masters Séries.
Le Tour de France 2009 est parti de Monaco.
Monaco organise une étape du Global Champions Tour (Salon international de saut d'obstacles).
Le Marathon de Monaco et des Riviera passe à travers trois pays distincts (Monaco, la France et l'Italie) avant l'arrivée au Stade Louis II.
Le Monaco Ironman est un événement annuel avec plus de 1000 participants et attire les meilleurs athlètes professionnels du monde entier. La course comprend un 1,9 km (1,2 mi) de natation, 90 km (56 mi) à vélo et 21,1 km (13,1 mi) de course à pied.
Depuis 1993, le siège de l'Association internationale des fédérations d'athlétisme, l'instance dirigeante mondiale de l'athlétisme, est situé à Monaco. Une rencontre de la Ligue de diamant se déroule chaque année au Stade Louis II.
Les 10 et 12 juillet 2014, Monaco a inauguré la Coupe Monte Carlo SOLAR1, une série de courses maritimes exclusivement pour bateaux solaires.